# Корнинский сахарный завод
Корнинский сахарный завод (укр. Корнинський цукровий завод) — предприятие пищевой промышленности в посёлке Корнин Житомирского района Житомирской области.

## История
Сахарный завод в селе Корнин Сквирского уезда Киевской губернии был построен в 1864—1866 гг. и начал работу в 1866 году, сырьём для производства сахара являлась сахарная свёкла.
В 1912 году завод был реорганизован в акционерное общество.

### 1917—1991 годы
В конце февраля 1918 года Корнин был оккупирован немецкими войсками, которые оставались здесь до ноября 1918 года. Возникшая в поселении в июне 1918 года подпольная коммунистическая группа (в состав которой входили рабочие сахарного завода) саботировала распоряжения немецких оккупационных властей и препятствовала вывозу сахара в Германию.
В ходе гражданской войны и советско-польской войны (в ходе которой с 30 апреля до 11 июня 1920 года Корнин был захвачен польскими войсками) завод пострадал, но после завершения боевых действий был национализирован и восстановлен. В сентябре 1921 года предприятие возобновило работу, в 1922 году для обеспечения сырьём при заводе был создан свеклосовхоз.
В 1925 году завод произвёл 45 982 центнера сахара, в 1927 году — 52 536 центнеров.
В ходе индустриализации 1930-х годов завод был реконструирован, после чего производственные мощности были увеличены в полтора раза. В 1935 году численность рабочих составляла 293 человека.
Во время Великой Отечественной войны 14 июля 1941 года посёлок был оккупирован наступавшими немецкими войсками.
25 октября 1941 года в посёлке возникла советская подпольная организация, участниками которой были рабочие сахарного завода (на заводе действовала подпольная группа В. И. Иванченко в составе 7 человек).
25 декабря 1943 года в ходе Житомирско-Бердической наступательной операции Корнин был освобождён советскими войсками.
Весной 1944 года были восстановлены свеклосовхоз и Корнинская МТС, а во втором квартале 1944 года возобновил деятельность сахарный завод.
В 1949 году завод превысил довоенные объёмы производства, а в 1958—1960 гг. производил 17,5—18 тыс. тонн сахара за сезон.
В 1960-е годы завод был реконструирован и к нему была подведена железнодорожная ветка от линии Житомир — Фастов. После завершения реконструкции производственные мощности завода увеличились, в 1967 году завод произвёл 23,8 тыс. тонн сахара.
В послевоенное время завод являлся крупнейшим предприятием посёлка и одним из крупнейших предприятий Попельнянского района.

### После 1991 года
После провозглашения независимости Украины государственное предприятие было преобразовано в арендное предприятие, а 8 июня 1994 года — в открытое акционерное общество. В мае 1995 года Кабинет министров Украины включил завод в перечень предприятий, подлежащих приватизации в течение 1995 года.
Начавшийся в 2008 году экономический кризис и вступление Украины в ВТО (после которого в страну был разрешён импорт сахара-сырца по льготной таможенной ставке) осложнили положение предприятия. В конце 2008 года завод остановил производство.
12 ноября 2009 года было возбуждено судебное дело о банкротстве Корнинского сахарного завода и начата процедура санации предприятия.
27 сентября 2011 года Корнинский сахарный завод возобновил производство, в это время численность работников предприятия составляла 220 постоянных и 215 сезонных рабочих, производственные мощности обеспечивали возможность переработки до 1600 тонн свеклы в сутки. Всего за 2011 год завод переработал 40 тыс. тонн сахарной свеклы.
В 2012 году положение предприятия вновь осложнилось, завод стал крупнейшим должником среди всех предприятий Попельнянского района.
В 2015 году в соответствии с решением суда была начата процедура ликвидации предприятия, в начале 2016 года было принято решение о демонтаже заводского оборудования на металлолом.